# Pyromellitsäuredianhydrid
Pyromellitsäuredianhydrid ist das Anhydrid der Pyromellitsäure (1,2,4,5-Benzoltetracarbonsäure). PMDA ist hygroskopisch und bildet mit Wasser Pyromellitsäure. Pyromellitsäuredianhydrid ist ein guter Elektronenakzeptor und bildet mit elektronenreichen Aromaten Charge-Transfer-Komplexe.

## Vorkommen
Die Substanz entsteht bei starkem Erhitzen von Mellitsäure, wird aber technisch durch Oxidation von Durol (1,2,4,5-Tetramethylbenzol) gewonnen.

## Eigenschaften
Pyromellitsäuredianhydrid ist ein brennbarer, hygroskopischer, weißer bis beiger Feststoff, welcher sich in Wasser zersetzt. Er geht schon mit Luftfeuchtigkeit in Pyromellitsäure über, die selbst in Wasser kaum löslich ist.

## Verwendung
PMDA wird bei der Herstellung von temperaturbeständigen Kunstharzen verwendet, beispielsweise für Polyimide, die unter anderem als Bindemittel für Elektroisolierlacke dienen.

## Sicherheitshinweise
PMDA wirkt sensibilisierend (IgE-Antikörper nachweisbar) und vor allem in höheren Konzentrationen irritativ an den Atemwegen.